# Atlas (banda)
Atlas é uma banda da Nova Zelândia formada em abril de 2005, pelo americano Sean Cunningham e os neozelandeses Beth e Ben Campbell. Os outros integrantes, Andy Lynch e Joe McCallum entraram após a fundação da banda. Em 2007, lançaram o álbum Reasons for Voyaging e o segundo single, "Crawl", chegou ao primeiro lugar na parada musical da Nova Zelândia.